# Velké Antily

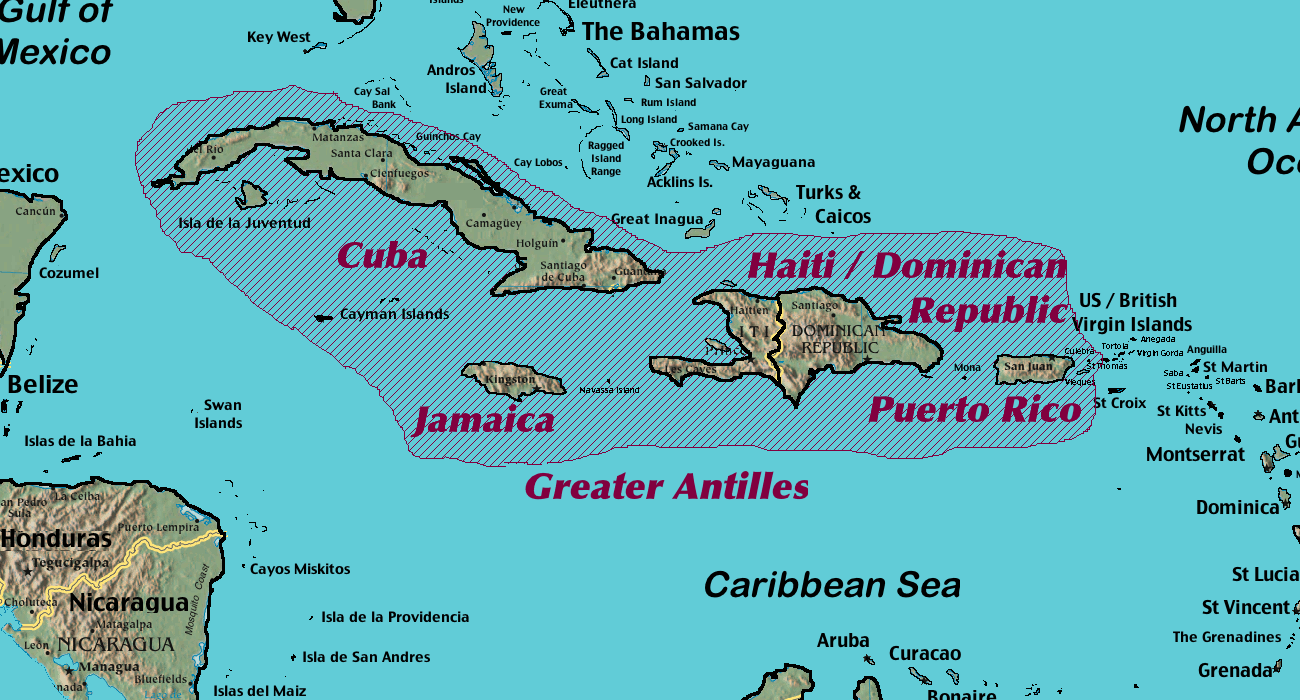
Velké Antily

Velké Antily (španělsky Grandes Antillas, francouzsky Grandes Antilles, anglicky Greater Antilles) je skupina ostrovů mezi Karibským mořem, Yucatánem, Mexickým zálivem, Floridou a Bahamami. Představují západní část souostroví Antily.
Souostroví tvoří svojí rozlohou zhruba 90 % všech tzv. „Západoindických ostrovů“ (zbylých 10 % připadá na Malé Antily a Bahamské souostroví). Velké Antily mají stejný geologický původ jako pevninská Amerika, na rozdíl od Malých Antil, které jsou převážně korálového původu.
Do tohoto souostroví jsou započítávány ostrovy Kuba, Hispaniola, Jamajka a Portoriko. Na ostrově Hispaniola se rozkládají dva státy, ostatní ostrovy jsou zároveň stejnojmennými státy. Geograficky do této skupiny patří i Kajmanské ostrovy a ostrov Navassa, které jsou některými zdroji považovány taktéž za součást Velkých Antil. V historii hrály ostrovy významnou roli pro evropské koloniální mocnosti (především Španělsko, Francii a Spojené království), které mezi sebou o tyto ostrovy sváděly války.

## Státy
| Stát                   | Rozloha (km²) | Populace (rok 2021) | Hustota zalidnění (obyv./km²) | Hlavní město   | Jazyk                              | Měna              |
| ---------------------- | ------------- | ------------------- | ----------------------------- | -------------- | ---------------------------------- | ----------------- |
| Kuba                   | 110 860       | 11 032 343          | 99,5                          | Havana         | Španělština                        | Kubánské peso     |
| Dominikánská republika | 48 670        | 10 597 348          | 217,7                         | Santo Domingo  | Španělština                        | Dominikánské peso |
| Haiti                  | 27 750        | 11 198 240          | 403,5                         | Port-au-Prince | Francouzština + Haitská kreolština | Haitský gourde    |
| Jamajka                | 10 991        | 2 816 602           | 256,3                         | Kingston       | Angličtina                         | Jamajský dolar    |
| Portoriko (USA)        | 9 104         | 3 142 779           | 345,2                         | San Juan       | Španělština + Angličtina           | Americký dolar    |
| Celkem                 | 207 375       | 38 787 312          | 184,7                         |                |                                    |                   |